# 鳥取県道・島根県道2号境美保関線
鳥取県道・島根県道2号境美保関線（とっとりけんどう・しまねけんどう2ごう さかいみほのせきせん）は、鳥取県境港市から島根県松江市に至る県道（主要地方道）である。

## 概要
境港市街地と松江市本土東端の地蔵崎附近を結ぶ路線である。美保関港から終点の美保関灯台にかけては、かつて美保関灯台道路という有料道路であった。
島根県松江市美保関町美保関から鳥取県境港市明治町の供用区間に限り、大山パークウェイの一部を構成し、美保関灯台と米子空港や蒜山地域（米子自動車道・蒜山ICを含む）を広域的に結ぶ役割を果たしている。

### 路線データ
- 起点：鳥取県境港市明治町
- 終点：島根県松江市美保関町美保関
- 路線延長：9.855 km（島根県管理区間）[1]

## 歴史
- 1993年（平成5年）5月11日 - 建設省から、県道境美保関線が境美保関線として主要地方道に指定される[2]。

## 路線状況
境港市と松江市は境水道を挟んで相対しており、この区間は直接橋で結ばれていない（かつては境水道渡船が運航されていた）。東側に境水道大橋が架橋されているが、こちらは国道431号単独である。

### 重複区間
- 鳥取県道285号米子空港境港停車場線（境港市明治町、起点 - 境港市大正町）
- 国道431号（松江市美保関町森山 - 松江市美保関町森山[1]）

### 未供用区間
- 境港市大正町 - 松江市美保関町森山

## 地理

### 通過する自治体
- 鳥取県
  - 境港市
- 島根県
  - 松江市

### 交差する道路

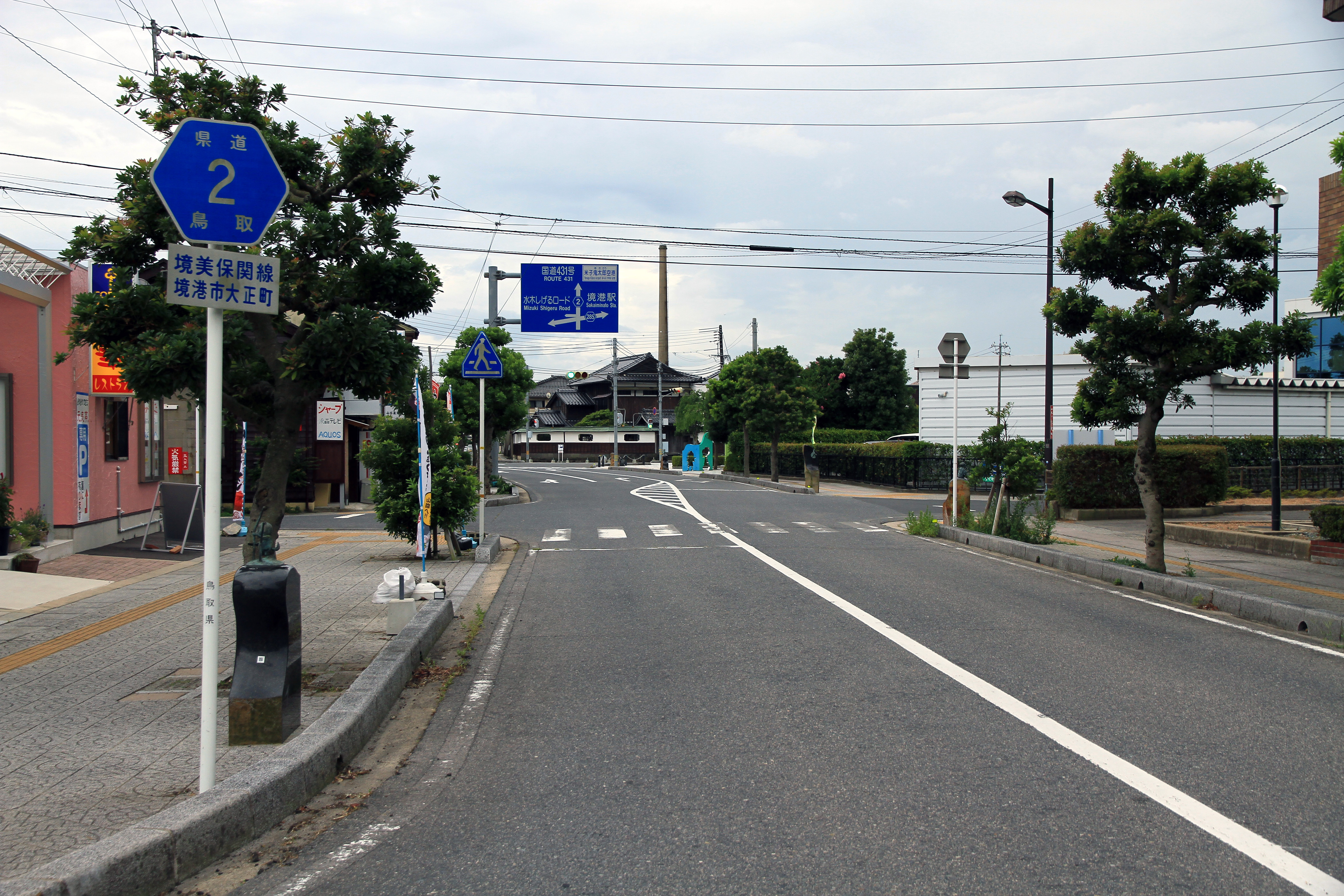
境港市大正町 起点付近

| 交差する道路                                   | 都道府県名 | 市町村名 | 交差する場所 | 交差する場所 |
| ---------------------------------------------- | ---------- | -------- | ------------ | ------------ |
| 鳥取県道285号米子空港境港停車場線 重複区間起点 | 鳥取県     | 境港市   | 明治町       | 起点         |
| 鳥取県道285号米子空港境港停車場線 重複区間終点 | 鳥取県     | 境港市   | 大正町       |              |
| 未供用区間                                     |            |          |              |              |
| 国道431号 重複区間起点                         | 島根県     | 松江市   | 美保関町森山 | [ 3 ]        |
| 国道431号 重複区間終点                         | 島根県     | 松江市   | 美保関町森山 |              |
| 島根県道181号七類雲津長浜線                    | 島根県     | 松江市   | 美保関町福浦 |              |

### 沿線にある施設など
- 水木しげるロード
- 境水道大橋
- 美保関灯台